# Rhizoplatys arabicus
Rhizoplatys arabicus är en skalbaggsart som beskrevs av Roger Paul Dechambre 2005. Rhizoplatys arabicus ingår i släktet Rhizoplatys och familjen Dynastidae. Inga underarter finns listade i Catalogue of Life.